# Gotye
Wouter "Wally" De Backer (sinh ngày 21 tháng 5 năm 1980), thường được biết tới với nghệ danh là Gotye (phiên âm: /ˈɡɒti.eɪ/) là một nam ca sĩ, nhạc sĩ người Úc gốc Bỉ. Nghệ danh Gotye được biến đổi từ Gauthier, tên tiếng Pháp cho "Wouter". Giọng hát của anh được so sánh với Sting và Peter Gabriel.
Gotye đã phát hành ba album phòng thu độc lập và một album phối khí (remix) của các bài hát từ hai album phòng thu đầu. Đĩa đơn "Somebody That I Used to Know" của Gotye trong năm 2011 trở thành một thành công lớn khi đứng đầu tại bảng xếp hạng Billboard Hot 100 của Mỹ, ARIA Singles Chart của Úc, UK Singles Chart của Liên hiệp Anh, và 23 bảng xếp hạng khác. Đĩa đơn cũng tiêu thụ được một lượng khổng lồ, hơn 1 triệu bản tại Liên hiệp Anh, 5 triệu bản tại Mỹ, là ca khúc tải về nhiều nhất mọi thời đại tại Bỉ, có doanh số cao nhất tại Hà Lan, và đứng thứ tư tại Đức trong tốp ca khúc được tiêu thụ nhiều nhất. "Somebody That I Used to Know" cũng tiêu thụ được 7.000.000 bản kĩ thuật số.

## Sự nghiệp

### Tiểu sử
Sinh ra tại Bỉ, gia đình Gotye chuyển tới Úc khi anh được hai tuổi. Đầu tiên, họ định cư tại thành phố Sydney, New South Wales trước khi sinh sống tại bang Victoria. Cha mẹ của anh biến đổi tên anh từ tiếng Đức gốc Bỉ "Wouter" sang tiếng Anh, "Walter" để đi học cho tiện.
Thời trẻ, Gotye đã đam mê âm nhạc. Anh học nhiều loại nhạc cụ khác nhau, đáng được anh chú ý nhất là piano và trống. Thời tuổi thanh thiếu niên (teen), Gotye thành lập ban nhạc với tên gọi là Downstares với ba người bạn thời trung học khác, gồm có Lucas Taranto (người mà vẫn biểu diễn với Gotye trong các chương trình trực tiếp hiện tại). Sau thời trung học, ban nhạc mỗi người một ngả.
Năm 2001, gia đình anh chuyển sang nhà mới, trước đó gia đình anh đã sống tại Melbourne để anh tiếp tục đi học.

### 2001 - 2009:BoardfacevàLike Drawing Blood
Năm 2001, Gotye thu âm những đĩa nhạc đầu tiên, chủ yếu dùng những đoạn nhạc mẫu. Anh thu âm cùng lúc bốn đĩa được định dạng CD bao gồm bài hát tên "Out Here in the Cold". Anh sao ra khoảng 50 bản cho đĩa nhạc đầu tiên, tự tay viết ra danh sách các bài hát và tự tay tô màu bìa đĩa nhạc bằng bút chì.
Đến năm 2003, anh phát hành album đầu tay mang tựa đề Boardface. Năm 2006, anh phát hành thêm album tựa đề Like Drawing Blood.
Thời kì 2006-2009 là thời gian khá thành công của anh tại thị trường âm nhạc Úc. Like Drawing Blood được bình chọn đầu tiên làm đề cử cho giải thưởng Album Xuất sắc nhất năm 2006. Album cũng được đề cử cho Giải thưởng J năm đó. Hai bài hát từ album, "Learnalilgivinanlovin" và "Hearts a Mess", lần lượt xếp hạng thứ 94 và thứ 8 tại bảng xếp hạng Hottest 100 of 2006 của Triple J. Tháng 9 năm 2006, Gotye được đề cử cho Giải Âm nhạc ARIA ở hạng mục phát hành độc lập xuất sắc nhất cho Like Drawing Blood. Sau khi được đề cử, Like Drawing Blood lại lọt vào bảng xếp hạng ARIA Albums Chart với vị trí 36, cao hơn vị trí trước 39. Và album Mixed Blood (album phối lại của hai album đầu, Boardface và Like Drawing Blood) ra mắt tại vị trí 44 trên bảng xếp hạng ARIA.

### 2010 - nay:Making Mirrorsvà thành công trên toàn thế giới

Video âm nhạc của đĩa đơn "Somebody That I Used to Know". Đây là đĩa đơn thành công nhất của Gotye khi đứng đầu bảng xếp hạng Billboard Hot 100.

Sau sự thành công của Like Drawing Blood, Gotye định cư lâu dài tại đông nam Melbourne. Năm 2010, anh đặt phòng thu âm tại một chuồng trâu cũ tại nông trường của cha mẹ anh và thu âm các đĩa nhạc cho album phòng thu thứ ba. Anh cho phát hành đĩa đơn mới với tên "Eyes Wide Open", dưới dạng tải kỹ thuật số trực tuyến và dưới dạng đĩa nhựa 10 inch vào tháng 10 năm đó. Đĩa đơn này chủ yếu được các nhà phê bình đánh giá tích cực và đạt vị trí thứ 25 tại bảng xếp hạng Hottest 100 of 2010. "Eyes Wide Open" cũng được đề cử trong danh sách Giải Âm nhạc ARPA 2011 cho Hạng mục Bài hát của năm.
—Gotye nói về bìa album Making Mirrors.
Vào cuối tháng 3 năm 2011, Gotye dự định sẽ đặt tên album thứ ba của mình là Making Mirrors. Tựa đề của album này được lấy cảm hứng từ bức họa mà cha của anh vẽ trong thập niên 1980. Bức họa được anh khám phá ra trong những đống hóa đơn cũ và những tờ báo cũ trong chuồng trại của cha anh. Sau đó, nó được chỉnh sửa bởi phần mềm Photoshop để nó trở thành bìa của album. Gotye cũng cho biết thêm, anh sẽ phát hành album vào tháng 6 hoặc tháng 7 năm 2011, với một đĩa đơn trước ngày phát hành album. Gotye cũng nói rằng album giống với những album trước đó và đa dạng hóa. Vào cuối tháng tư, 2011, Gotye được công bố trong danh sách Diễn xuất tại Liên hoan Âm nhạc Groovin' the Moo cùng với các nghệ sĩ Úc khác như Birds of Tokyo, Washington, Art vs Science và Architecture in Helsinki. Anh cũng được công bố sẽ tham gia cùng với Coldplay, Kanye West, Jane's Addiction, Mogwai và những nghệ sĩ khác tại Liên hoan Âm nhạc Splendour in the Glass năm 2011.
Ngày 19 tháng 5 năm 2011, có một thông báo về ngày phát hành của album, vào ngày 19 tháng 8, là ngày mà Gotye khởi động album tại Liên hoan Đồ họa tại Nhà hát Opera Sydney. Gotye cũng phát hành đĩa đơn "Somebody That I Used to Know" hợp tác với nữ nhạc sĩ Kimbra người New Zealand, được phát hành ngày 6 tháng 7 năm 2011 và ra mắt tại vị trí 27 trên bảng xếp hạng ARIA Singles Chart. Đĩa đơn nhanh chóng leo lên top của bảng xếp hạng đĩa đơn ARIA mặc dù tần số phát thanh không được cao. Bài hát được ủng hộ bởi Ashton Kutcher và Lily Allen thông qua trang mạng Twitter, đẩy mạnh số lượng người theo dõi Gotye trên trang mạng này lên con số hàng triệu. Đĩa đơn đạt đến doanh số 560.000 bản tiêu thụ (đạt 8x Bạch kim tại Úc), giành vị trí quán quân trên các bảng xếp hạng New Zealand Singles Chart của New Zealand, Belgium Singles Chart của Bỉ, Dutch Singles Chart của Hà Lan, German Singles Chart của Đức, UK Singles Chart của Liên hiệp Anh và Billboard Hot 100 của Mỹ.

## Danh sách đĩa nhạc
- Boardface (2003)
- Like Drawing Blood (2006)
- Making Mirrors (2011)

## Giải thưởng và đề cử
| Năm  | Lễ trao giải            | Đề cử                          | Hạng mục                              | Kết quả   |
| ---- | ----------------------- | ------------------------------ | ------------------------------------- | --------- |
| 2011 | ARIA Music Awards       | "Somebody That I Used to Know" | Single of the Year                    | Đoạt giải |
| 2011 | ARIA Music Awards       | "Somebody That I Used to Know" | Highest Selling Single                | Đề cử     |
| 2011 | ARIA Music Awards       | "Somebody That I Used to Know" | Best Pop Release                      | Đoạt giải |
| 2011 | ARIA Music Awards       | "Somebody That I Used to Know" | Best Video (Natasha Pincus)           | Đoạt giải |
| 2011 | ARIA Music Awards       | "Somebody That I Used to Know" | Engineer of the Year (François Tétaz) | Đoạt giải |
| 2011 | ARIA Music Awards       | Chính anh ấy                   | Producer of the Year                  | Đoạt giải |
| 2011 | ARIA Music Awards       | Chính anh ấy                   | Best Male Artist                      | Đoạt giải |
| 2011 | MTV Europe Music Awards | Chính anh ấy                   | Best Asia and Pacific Act             | Đề cử     |
| 2012 | APRA Music Awards       | "Somebody That I Used to Know" | Song of the Year                      | Đoạt giải |
| 2012 | APRA Music Awards       | "Somebody That I Used to Know" | Most-played Australian work           | Đoạt giải |
| 2012 | APRA Music Awards       | Chính anh ấy                   | Songwriter of the Year                | Đoạt giải |
| 2012 | Teen Choice Awards      | Chính anh ấy                   | Choice Breakout Artist                | Đề cử     |
| 2012 | Teen Choice Awards      | "Somebody That I Used to Know" | Choice Rock Song                      | Đề cử     |
| 2012 | Teen Choice Awards      | "Somebody That I Used to Know" | Choice Break-Up Song                  | Đề cử     |